# Gran ópera de Manila
La Gran ópera de Manila (en tagalo: Maringal na Bahay-Opera ng Maynila y llamado Teatro Nacional entre 1890 y 1902) era un teatro y ópera situado en el barrio de Santa Cruz de Manila en la intersección de la avenida Rizal y la calle José Doroteo. Construido en el siglo XIX con una estructura circular de madera con techo de nipa, el complejo sirvió como centro de la cultura filipina y el teatro principal para las obras de teatro, películas y zarzuelas en Manila antes de la construcción del Centro Cultural de Filipinas en la década de 1960. El complejo fue objeto de varias remodelaciones y cambios de nombre, antes de ser demolido en la década de 1970. Un hotel ha sido construido en el sitio en donde el teatro se había levantado.